# Jüdischer Friedhof (Kroměříž)
Koordinaten: 49° 17′ 5,8″ N, 17° 23′ 12,5″ O

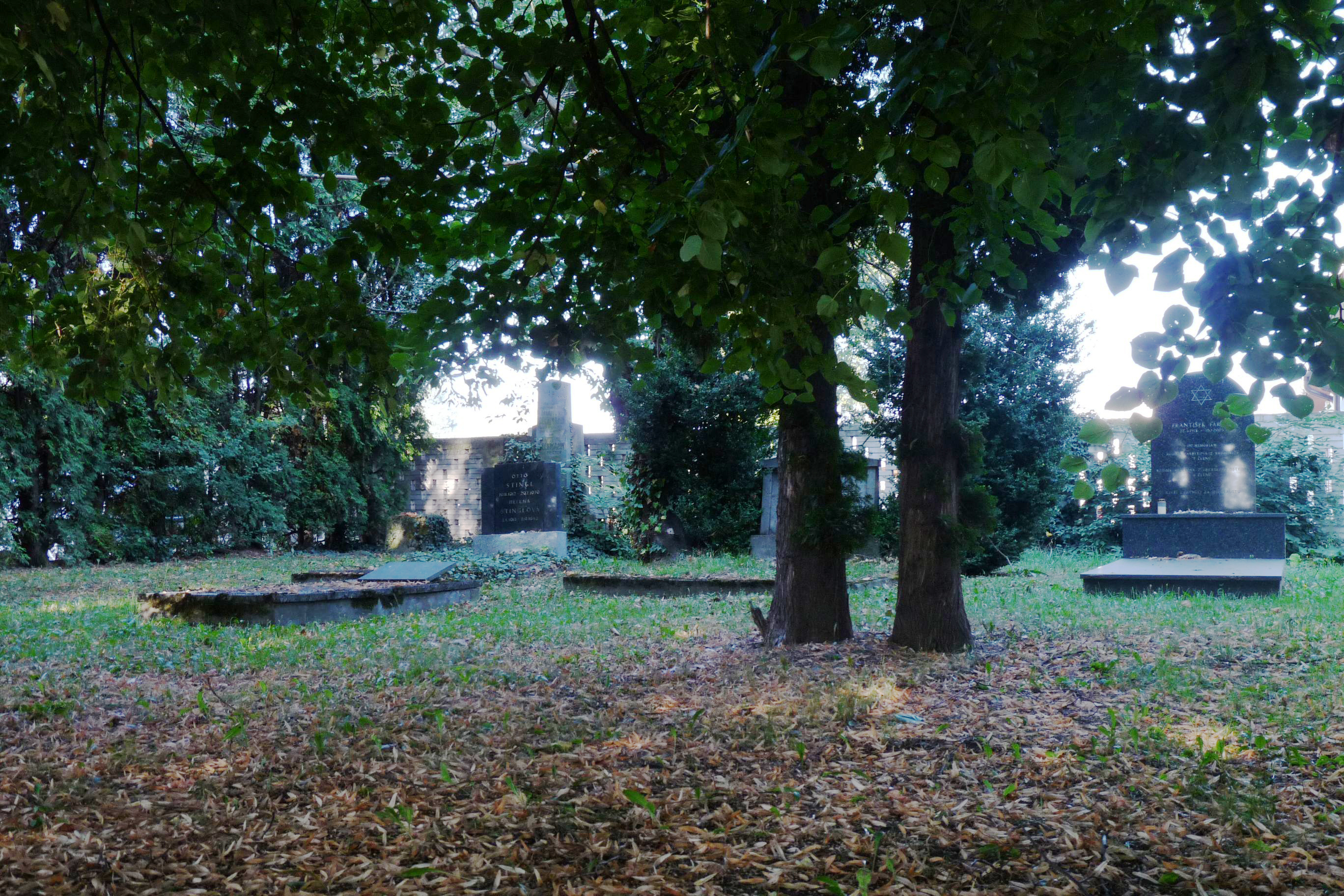
Jüdischer Friedhof in Kroměříž

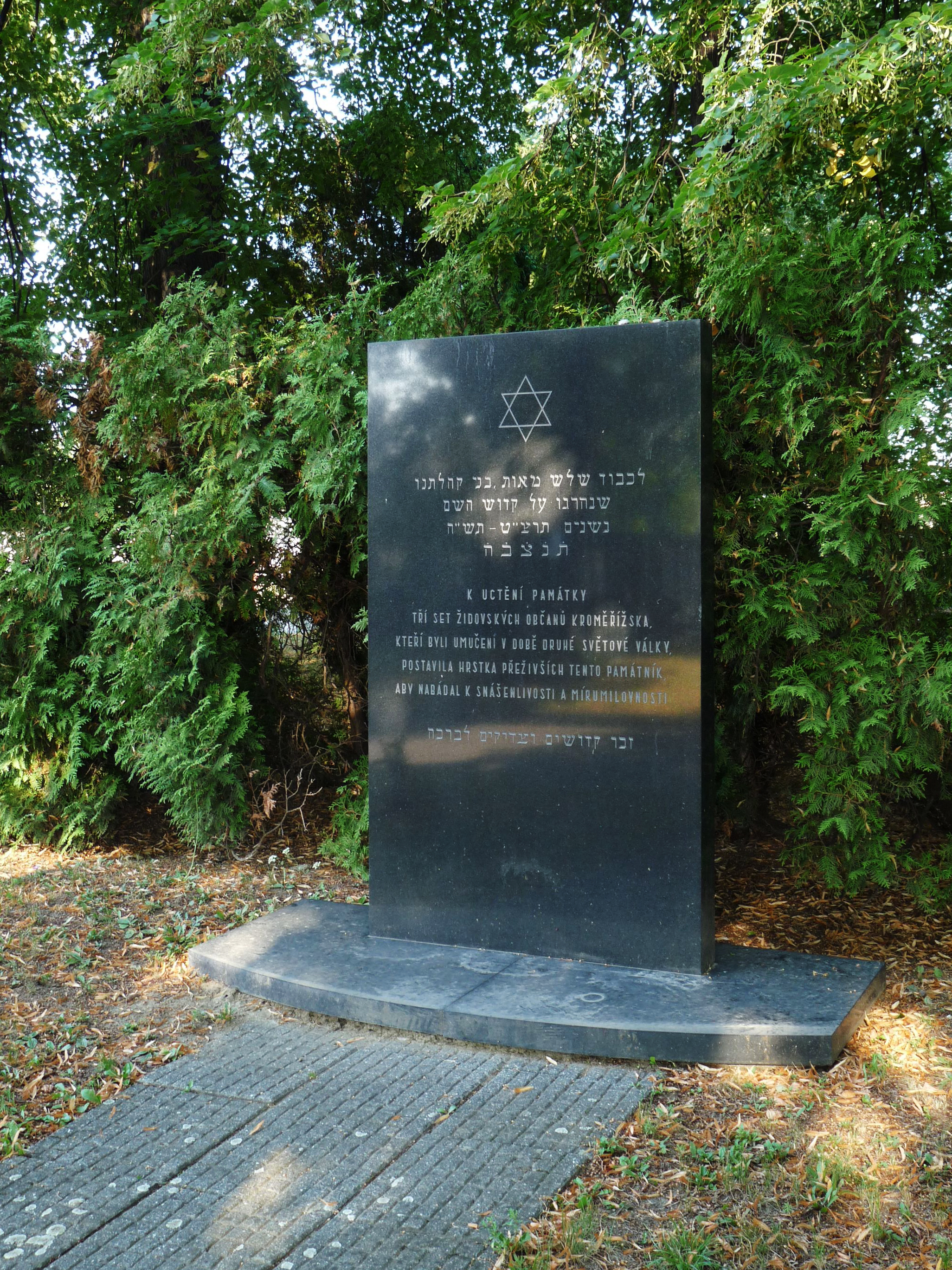
Mahnmal für die Opfer der Shoah

Der Jüdische Friedhof in Kroměříž (deutsch Kremsier), einer tschechischen Stadt im Okres Kroměříž im Zlínský kraj, wurde 1924 angelegt. Auf dem jüdischen Friedhof in der Vážanská-Straße, südlich des Hauptplatzes beim kommunalen Friedhof, sind nur fünf Grabsteine erhalten geblieben.
Die Trauerhalle in Gestalt eines antiken Tempels wurde 1927/28 erbaut.

## Geschichte
Erste Hinweise auf einen eigenen Begräbnisplatz der jüdischen Gemeinde Kroměříž liegen seit 1535 vor. Im 18. Jahrhundert wurde ein zweiter jüdischer Friedhof errichtet, der bis in die 1920er Jahre belegt wurde. Im Jahre 1924 wurde der neue Friedhof angelegt.
Ein Mahnmal für die Opfer der Shoah wurde 1962 auf dem Friedhof aufgestellt. Im Jahre 1997 wurden hier die auf dem älteren Friedhof aus der Zeit von 1715 bis 1927 in der Nábělkova-Straße gefundenen sterblichen Überreste bestattet.